# Elisabeth Marguerite av Orleans
Elisabeth Marguerite av Orleans, kallade Isabelle, född 1646, död 1696, var en fransk prinsessa med titeln Mademoiselle d'Alençon, hertiginna av Alençon och Angoulême; gift 1667 med hertig Louis Joseph de Guise och sedan känd som Madame de Guise. Hon var dotter till den franske prinsen Gaston av Orléans och Margareta av Lothringen.

## Biografi
Isabelle, som hon kallades, hade puckelrygg och uppfostrades i kloster med utsikten att bli abbedissa av Remiremont. Hennes syster Marguerite Louise förutsågs gifta sig med deras kusin kungen, medan hennes yngre syster skulle bli bortgift med någon annan europeisk prins. Äktenskap övervägdes senare med Henri Jules de Bourbon, som tackade nej, innan vigseln med Louis Joseph de Guise arrangerades. Hon ska ha behandlat maken nedlåtande på grund av att han hade lägre rang än hon; hon behöll sin titel "Kunglig höghet" efter vigseln och sin status som "kungligt barnbarn" vid hovet. Maken dog 1671 och sonen 1675, varefter hon ärvde hertigdömena Alençon och Angoulême. 
Hon tillbringade somrarna i sitt hertigdöme Alençon och vintrarna vid hovet; från 1672 hade hon en lägenhet i ett kloster i Paris, där hon blev granne med sin syster Margareta Lovisa av Orleans då denna 1675 separerade från sin man. Isabelle var starkt religiös, stödde upphävandet av ediktet i Nantes 1685 och var aktivt sysselsatt med att omvända protestanter till katolicismen; 1676 uprättade hon ett hem för konverterade protestanter i Alençon. Hon gynnade musikern Marc-Antoine Charpentier och beställde både religiösa kompositioner av honom samt pjäser som uppfördes vid hovet.